# Asmita
Asmita (dewanagari trl. asmitā) – termin z filozofii indyjskiej objaśniany jako świadomość „jestem”, stan „jestem”.
Stan „jestem” świadomości empirycznej, to szczególny stan ćitty (czystego umysłu, wyższego umysłu)
, który uzurpuje sobie pozycję, by pełnić rolę jaźni (faktycznego bytu podmiotowego jednostki).
Polega na błędnym doświadczaniu braku oddzielności pomiędzy podmiotem widzenia i aktem widzenia.

## Pośredni ewolut prakryti
Asmita, gdy przedstawiana jest
jako tattwa ahamkara, wyłania się z buddhi w momencie powstawania świadomości podmiotowej.
Guną przeważającą w niej jest radźas. W toku dalszej ewolucji prakryti, asmita jest podłożem dla powstawania:
1. manasu, buddhindrija (psychicznych organów poznania), karmendrija (psychicznych organów działania)
2. elementów typu tanmatra i mahabhuta.

Przypadek z punktu pierwszego ma miejsce przy poddominacji guny sattwa, przypadek drugi podczas poddominacji guny tamas w substancji (zasadniczo radźasowej) asmity.

## Instynkt indywiduacji
W ujęciu C.G. Junga, asmita jest przedstawiana jako popęd do uformowania osobowości.
To instynkt różnicowania jako forma instynktu naturalnego człowieka. Zmierza, poprzez parcie (energii psychicznej, libido) na powstanie w jednostce formacji posiadającej centrum i równocześnie oddzielonej od innych istot, i dalej ku procesowi indywiduacji. Jung zaznacza, że człowiek od początku rozwoju posiada indywidualność (jest osobą, żyje jako pewne „ja”), jednak dokończenie procesu indywiduacji i urzeczywistnienie samych siebie zachodzi jedynie z udziałem świadomości.

## Etap pośredni
- Doświadczanie stanu „jestem” poprzez świadomość empiryczną u jogina, jest podstawą do rozwinięcia umiejętności osiągania i utrzymywania się w stanie medytacyjnym (samadhi) zwanym asmitasamadhi. Podporą dla tej medytacji jest ćitta. Jogin doświadcza w jego wyniku świadomość jaźni[9].
- Religioznawca Georg Feuerstein przytacza[2] opinię, że stan medytacyjny sampradźńatasamadhi składa się wyłącznie z doświadczania asmity. Określany jest w takim przypadku terminem asmitasamapatti i objaśniany jako rodzaj świadomej ekstazy i najdoskonalsza z form utożsamienia „ja” przez jogina[10]
- Waćaspatimiśra w Tattwawajśaradi (w strofie 1.44) omawia medytację sasmitasamapatti (zespolenie ze stanem świadomości „jestem”[11]). W sasmitasamapatti, będącym jedną z zaawansowanych odmian sampradźńiatasamadhi, jogin w sposób ekstatyczny doznaje bycia obecnym i poza tym doznaniem żadna inna mentalna treść się mu nie pojawia.
  - Następnym stopniem sampradźńiatasamathi w naukach Waczaspatimiśry jest nirasmitasamapatti, czyli zespolenie poza stanem świadomości „jestem”[12]

## Etap końcowy
Asmita to druga z pięciu uciążliwości (kleśa) wymienianych w Jogasutrach (II.3). W terminologii używanej przez C.G.Junga: to kleśa zawierająca zarodek indywiduacji lub wprost kleśa indywiduacji.
Patańdźali naucza o konieczności osłabienia i usunięcia asmity i pozostałych błędów poznawczych.
Jogin osiąga taką czystość poprzez medytację dharmameghasamadhi (spłukiwacz cech).
Asmita pojmowana jest w wisznuizmie bengalskim jako pozostawanie w poglądzie, iż „ja” (jaźń) to ciało fizyczne i ciało lingaśarira.